# Aspila flavigera
Aspila flavigera är en fjärilsart som beskrevs av George Francis Hampson 1907. Aspila flavigera ingår i släktet Aspila och familjen nattflyn. Inga underarter finns listade i Catalogue of Life.